# Kępa (dopływ Bielskiego Potoku)
Kępa (słow. Potok Kempy) – potok płynący Doliną Kępy w słowackich Tatrach Bielskich. Jest prawym dopływem Bielskiego Potoku. Uchodzi do niego na Mąkowej Polanie. Przekracza go ścieżka szlaku turystycznego ze Zdziaru na Przełęcz pod Kopą. 
Dolina, którą spływa potok jest wąska, a podłoże wapienne. Skutkuje to tym, że potok jest przeważnie okresowy. Znajduje się na nim wodospad Sika.